# 欧内斯特·克里布
欧内斯特·克里布（英語：Ernest Cribb，1885年8月4日—1957年8月18日），加拿大男子帆船运动员。他曾代表加拿大参加1932年夏季奥林匹克运动会帆船比赛，获得一枚银牌。他于1957年在温哥华去世，享年72岁。